# Municipio de Blendon (Ohio)
El municipio de Blendon (en inglés: Blendon Township) es un municipio ubicado en el condado de Franklin en el estado estadounidense de Ohio. En el año 2010 tenía una población de 9069 habitantes y una densidad poblacional de 515,09 personas por km².

## Geografía
El municipio de Blendon se encuentra ubicado en las coordenadas 40°5′41″N 82°54′22″O / 40.09472, -82.90611. Según la Oficina del Censo de los Estados Unidos, el municipio tiene una superficie total de 17.61 km², de la cual 15.28 km² corresponden a tierra firme y (13.2%) 2.32 km² es agua.

## Demografía
Según el censo de 2010, había 9069 personas residiendo en el municipio de Blendon. La densidad de población era de 515,09 hab./km². De los 9069 habitantes, el municipio de Blendon estaba compuesto por el 84.47% blancos, el 9.39% eran afroamericanos, el 0.19% eran amerindios, el 1.43% eran asiáticos, el 0.07% eran isleños del Pacífico, el 1.17% eran de otras razas y el 3.27% pertenecían a dos o más razas. Del total de la población el 3.98% eran hispanos o latinos de cualquier raza.